# Richard Matheson
Richard Burton Matheson (Allendale, Nueva Jersey, 20 de febrero de 1926-Calabasas, California, 23 de junio de 2013) fue un escritor y guionista estadounidense de fantasía, ciencia ficción y terror.

## Biografía
Hijo de inmigrantes noruegos, creció en Brooklyn y estudió en el Brooklyn Technical School. Después cumplió servicio militar como soldado de infantería en la Segunda Guerra Mundial. En 1949 se licenció en periodismo por la Universidad de Misuri y en 1951 se mudó a California. Se casó en 1952, y tres de sus cuatro hijos (Richard Christian, Chris, Bettina y Ali Matheson) también son escritores y guionistas.

## Obra
Matheson se inició en la literatura publicando sus cuentos en el periódico Brooklyn Eagle. Ya en California, comenzó a escribir relatos de fantasía, terror y ciencia ficción, publicados desde 1950 por la revista The Magazine of Fantasy and Science Fiction. Su primer cuento publicado Nacido de Hombre y Mujer lo hizo inmediatamente famoso. 
En 1954 apareció su ya clásica novela Soy leyenda, una original historia en la que el mundo sufre una pandemia de vampirismo y un solo hombre debe enfrentarse a ella. En 1957 adaptó para el cine su novela El hombre menguante, de lo que resultó una película de culto, The Incredible Shrinking Man. 
También se destacó como guionista de cine y televisión; donde adaptó novelas como Master of the World y The Last Man on Earth, y varios capítulos de la serie televisiva The Twilight Zone y de la película de Steven Spielberg Duel, basada en un relato suyo.

## Homenajes
Un personaje de varios episodios de The X-Files es el senador Richard Matheson. Chris Carter, creador de la serie, era un fan del trabajo de Matheson en La Dimensión Desconocida y Kolchak: The Night Stalker, dos series que influyeron en Expediente X.
Una de las calles de la ciudad donde se desarrolla el videojuego Silent Hill fue bautizada como Matheson Avenue en honor a Richard Matheson.
Asimismo, la película Cariño, he encogido a los niños tiene lugar en la ciudad de Matheson (Colorado). 
El telépata de Crusade, John Matheson, se llama así en honor al escritor y guionista.
Su novela Más allá de los sueños fue adaptada para la pantalla grande en 1998. Fue dirigida por Vincent Ward y protagonizada por Robin Williams.
Stephen King ha nombrado a Richard Matheson como influencia y su novela Cell le está dedicada, junto con al cineasta George A. Romero. 
Richard Christian Matheson adaptó la novela corta de su padre Dance of the Dead para la serie de televisión Masters of Horror. El episodio fue dirigido por Tobe Hooper.
Steven Spielberg dirigió su primera película Duel en 1971 basada en una historia de Richard Matheson, según se lee en los títulos "Screenplay by Richard Matheson, based on his published story"
Rodrigo Cortés en su película Red Lights de 2012, dirigida y escrita por él mismo, introduce al personaje Margaret Matheson interpretado por Sigourney Weaver. En el pódcast Todopoderosos, del que es colaborador, realizan un programa dedicado a Richard Matheson donde reconoce haber utilizado este nombre en homenaje al escritor, ante la pregunta de Arturo González-Campos.

## Trabajos publicados

### Novelas
- Someone is Bleeding (1953)
- Fury on Sunday (1953)
- Soy leyenda (I Am Legend) (1954). Buenos Aires, Minotauro, 1960
- El hombre menguante (The Shrinking Man, Alias The Incredible Shrinking Man) (1956). Barcelona, Bruguera, 1977
- El último escalón (Stir of Echoes) (1958). Madrid, La Factoría de Ideas, 2004
- Ride the Nightmare (1959)
- The Beardless Warriors (1960)
- The Comedy of Terrors (1964)
- La casa infernal (Hell House) (1971). Madrid, La Factoría de Ideas, 2003
- En algún lugar del tiempo (Bid Time Return) (1975). Madrid, La Factoría de Ideas, 2005
- Más allá de los sueños (What Dreams May Come) (1978)
- Earthbound (versión editorialmente reducida, publicada bajo el pseudónimo de "Logan Swanson" 1982; Texto completo y con el nombre del autor publicado en 1989)
- Journal of the Gun Years (1991)
- The Gunfight (1993)
- 7 Steps to Midnight (1993)
- Shadow on the Sun (1994)
- Now You See It... (1995)
- The Memoirs of Wild Bill Hickok (1996)
- Passion Play (2000)
- Hunger and Thirst (2000)
- Camp Pleasant (2001)
- Abu and the 7 Marvels (2002)
- Hunted Past Reason (2002)
- Come Fygures, Come Shadowes (2003)
- Woman (2006)
- Otros Reinos (Other Kingdoms) (2011). Valencia, Kelonia Editorial, 2015.
- Generations (2012)

### Colecciones de historias cortas
- El tercero a partir del Sol (Born of Man and Woman, Alias Third from the Sun) (1954). Compuesta por 17 relatos. Barcelona, EDHASA, 1977
- Las playas del espacio, También conocido como Acero puro y otras historias (The Shores of Space, Alias Steel, and other stories) (1957). Compuesta por 13 relatos. Barcelona, E.D.H.A.S.A., 1977
- Shock! (1961). Compuesta por 13 relatos. México, Novaro, 1970
- Shock II (1964). Compuesta por 13 relatos. México, Novaro, 1969
- Shock III (1966). Compuesta por 13 relatos. México, Novaro, 1969
- Shock Waves (1970). Publicada como Shock 4 (1980) en Reino Unido. Compuesta por una novela y 13 relatos.
- Richard Matheson: Collected Stories (1989). Compuesta por 86 relatos.
- By the Gun: Six from Richard Matheson (1993). Compuesta por 6 relatos.
- El increíble hombre menguante (1995). Compuesta por una novela y 9 relatos.
- Pesadilla a 20.000 pies y otros relatos insólitos y terroríficos (Nightmare at 20,000 Feet: Horror Stories) (2002). Compuesta por 20 relatos. Madrid, Valdemar, 2003
- Pride (2002). Coescrita con Richard Christian Matheson. Contiene dos versiones de la misma historia, una de cada autor.
- Duel: Terror Stories by Richard Matheson (2002). Compuesta por 18 relatos.
- Offbeat: Uncollected Stories (2002). Compuesta por 11 relatos.
- Darker Places (2004). Compuesta por 7 relatos.
- Unrealized Dreams (2004). Guiones no producidos.
- Duel and The Distributor (2005). Compuesta por 2 relatos.
- Los primeros cuentos (2008). Compuesta por 7 relatos. Barcelona, Gigamesh, 2008
- Button, Button: Uncanny Stories (2008). Compuesta por 12 relatos.
- Uncollected Matheson: Volume One (2008). Compuesta por 1 novela incompleta y 10 relatos.

### Ensayos
- The Path: Metaphysics for the 90s (1993)
- The Path: A New Look at Reality (1999)

## Premios
- 1976: Premio Mundial de Fantasía (World Fantasy Award) a la mejor novela por En algún lugar del tiempo.
- 1984: Premio Mundial de Fantasía por su trayectoria.
- 1989: Premio Bram Stoker a la mejor colección de relatos por Collected Stories.
- 1990: Premio Mundial de Fantasía a la mejor colección de relatos por Collected Stories.